# کاسپر پاردون کلارک
سِر کاسپر پاردون کلارک (انگلیسی: Caspar Purdon Clarke; ۲۱ دسامبر ۱۸۴۶ – ۲۹ مارس ۱۹۱۱) معمار اهل پادشاهی متحد بریتانیای کبیر و ایرلند بود.

## زندگی‌نامه
کلارک در سال ۱۸۴۶ متولد شد. او دومین فرزند ادوارد مارمادوک کلارک و مری اگنس کلوز بود.
او در مدرسه گاولتی‌یر در سیدنم ، کنت و باوکورت در بولون-سور-مر ، فرانسه تحصیل کرد. بین سال‌های۱۸۶۲ و ۱۸۶۵، او در رشته معماری را در مدارس آموزش هنر ملی در کنزینگتون جنوبی مشغول به تحصیل بود و از سال ۱۸۶۵ به‌صورت حرفه‌ای به عنوان معمار مشغول به کار شد. در سال ۱۸۶۶ با فرانسیس سوزانا کالینز ازدواج کرد که از او صاحب هشت فرزند، سه پسر و پنج دختر شد. 

### موزه ویکتوریا و آلبرت
کلارک در سال ۱۸۶۷ به موزه ساوث کنزینگتون (موزه ویکتوریا و آلبرت فعلی) منتقل شد و در آنجا بر تولید موزاییک نظارت کرد. از ۱۸۷۴، کلارک مأموریت های خارجی متعددی را به عنوان معمار سلطنتی به عهده گرفت که مهمترین آنها در تهران بود. در سال ۱۸۷۶، کلارک به ترکیه، سوریه و یونان و در سال ۱۸۷۹ به اسپانیا، ایتالیا و آلمان سفر کرد و آثار باستانی متعددی را برای موزه ساوث کنزینگتون خریداری کرد.
در سال ۱۸۷۸ او به عنوان طراح، غرفه هند را که دولت بریتانیایی هندوستان را نمایندگی می‌کرد در نمایشگاه پاریس طراحی و سرپرستی کرد. در سال ۱۸۸۰، کلارک مجموعه آثار تمدن هند را در موزه ساوث کنزینگتون جمع آوری کرد و بخش هندوستان را در آن موزه راه اندازی کرد و در سال ۱۸۸۳ موزه‌دار بخش هند در این موزه شد. آثاری که او برای این موزه جمع‌آوری کرد شامل آثار طراحی و نقاشی دوره گورکانیان از حمزه‌نامه به قلم هنرمندان شمال هند و ایرانی بود. او همچنین صنایع دستی، کارهای چوبی و طراحی‌های معماران ایرانی و عثمانی را برای این موزه خریداری کرد. در سال ۱۸۹۲ کلارک به عنوان موزه‌دار مجموعه های هنری در موزه ساوث کنزینگتون منصوب شد و در سال ۱۸۹۳ به سمت دستیار مدیر موزه ارتقا پیدا کرد و سرانجام در سال ۱۸۹۶ مدیریت موزه به او واگذار شد. در طول مدتی که مدیر بود، پست‌های کمیسر سلطنتی را در نمایشگاه پاریس در سال ۱۹۰۰ و در سنت لوئیس در سال ۱۹۰۴ را نیز به عهده داشت. او در سال ۱۹۰۵ از موزه ساوث کنزینگتون، که در سال ۱۸۹۹ به موزه ویکتوریا و آلبرت تغییر نام داد بود استعفا داد.
زمانی که در موزه ساوث کنزینگتون حضور داشت، به عنوان معمار به فعالیت خود ادامه داد و چندین سفارش به سبک هندی را بر عهده گرفت. این‌ آثار معماری، شامل موزه هندی لرد براسی در پارک لین در سال ۱۸۸۷ و کاخ هند در نمایشگاه پاریس ۱۸۸۹ بود.

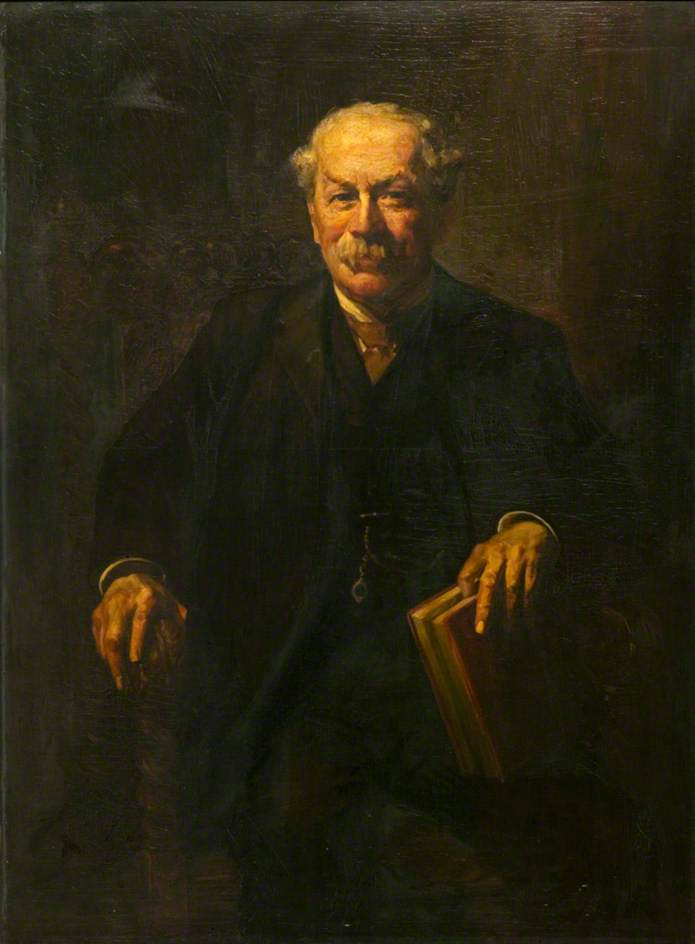
سر کاسپار پوردون کلارک (۱۸۴۶-۱۹۱۱)، اثر جورج باروز توری ، رنگ روغن روی بوم، ۱۹۰۷.

### موزه متروپولیتن
در سال ۱۹۰۴، رئیس و مدیر موزه متروپولیتن نیویورک ، لوئیجی پالما دی سنولا درگذشت. میلیونر آمریکایی و مجموعه دار آثار هنری جی پی مورگان (۱۸۳۷-۱۹۱۳) وظایف رئیس موزه را بر عهده گرفت و کلارک را با این امید که او بتواند موزه هنر متروپولیتن را به جایگاه بین المللی موزه ویکتوریا و آلبرت برساند، به عنوان دومین مدیر آن استخدام کرد. در سال ۱۹۰۵ کلارک مدیر موزه هنرهای زیبا بوستون،  ادوارد رابینسون، را که از آن موزه استعفا داده بود به عنوان دستیار خود استخدام کرد. کلارک در سال ۱۹۰۹ به دلیل بیماری به انگلستان بازگشت و در سال ۱۹۱۰ از موزه متروپولیتن استعفا داد. او تا زمان مرگش مسئول افتخاری بخش اروپای موزه باقی ماند. کلارک در ۲۹ مارس ۱۹۱۱ در ارلز کورت لندن درگذشت.

### مسئولیت‌های دیگر
سِمت‌های رسمی کلارک مانع از انجام فعالیت‌های برجسته دیگر او نشد. در سال ۱۸۷۰ کلاس‌هایی هنری برای صنعتگران در سوهو، لمبث و کلرکنول ترتیب می‌داد و کلیسای کوترستون در دورهام (۱۸۷۶)، الکساندرا هاوس در کنزینگتون (۱۸۸۶، برای دانشجویان کالج سلطنتی موسیقی)، و مدرسه ملی آشپزی در کنزینگتون جنوبی (۱۸۸۷) را طراحی کرد. او در سال ۱۸۸۴ برای مطالعه در مورد امکانات خوابگاهی دانشجویان دختر در بوستون از آمریکا دیدن کرد، در سال ۱۸۹۲ اثری در مورد فرش‌های شرقی برای دولت اتریش تالیف و علاوه بر آن‌ها سخنرانی‌های متعدد و مقالات زیادی درباره معماری، هنرها و صنایع دستی شرقی، و نیز اسلحه و زره به مجلات هنری ارائه کرد. در سال ۱۹۱۰ او کاتالوگ اسلحه و زره را در ساندرینگام منتشر کرد.
او در سال ۱۸۷۸ مفتخر به دریافت لژیون دونور شد و در آن سال در نمایشگاه پاریس مدال نقره و برنز و مدال طلا را در سال ۱۸۸۹ به دست آورد. کلارک در ۴ مه ۱۸۹۳ به عضویت انجمن آثار عتیقه انتخاب شد.
کلارک در ۱۸۸۳ به نشان سلطنتی امپراتوری هند (CIE) و در ۱۹۰۲ در ملقب به شوالیه بریتانیای کبیر شد و در ۲۴ اکتبر همان سال پادشاه ادوارد هفتم در کاخ باکینگهام از او و خدماتش تجلیل کرد. کلارک همچنین موفق به دریافت نشان صلیب با درجه تاج از پادشاهی آلمان شد.